# Alice Sommer Herz
Alice Sommer Herz (26. november 1903, Prag, daværende Østrig-Ungarn – 23. februar 2014, London, England) var en tjekkisk musiker, kendt som Pianisten i Theresienstadt, hvor hun spillede mere end 100 koncerter i Theresienstadts koncentrationslejr.  Hendes beretning findes dokumenteret i Tv-filmen We Want the Light.
Alice Sommer Herz var ved sin død i 2014 som 110 år gammel den ældste overlevende fra Theresienstadt. Hun blev sendt til KZ-lejren i juli 1943 på grund af sin jødiske oprindelse. Hendes mand døde 1944 i KZ-lejren Dachau. I 1949 emigrerede hun til Israel, hvor hun blandt andet ernærede sig som musiklærer, inden hun i 1986 bosatte sig i England.